# MI5
MI5 (angleško Military Intelligence 5) je britanska obveščevalna služba, ki je bila ustanovljena pred prvo svetovno vojno. Delovala je predvsem na zaščiti Anglije pred zunanjimi vohuni. Predvsem v drugi svetovni vojni je posegala tudi zunaj Združenega kraljestva, ko je iskala nemške agente in bila pri tem zelo uspešna, prav tako pa je uspešno infiltrirala svoje agente v Nemčiji. Bila je dejavna v več ofenzivah (tudi med operacijo Overlord). Danes ima MI5 več oddelkov in je razširjena po vsej Veliki Britaniji, kjer razkrinkava predvsem finančne goljufe.